# Kapenta
Kapenta ali tanganjiška sardina (znanstveno ime Limnothrissa miodon) je riba iz družine sardel (Clupeidae). Razširjena je v državah Burundi, Demokratična republika Kongo, Mozambik, Ruanda, Tanzanija, Zambija in Zimbabve. Njeno naravno okolje so sladkovodna jezera.